# Capnia bicuspidata
Capnia bicuspidata är en bäcksländeart som beskrevs av Zhiltzova 1974. Capnia bicuspidata ingår i släktet Capnia och familjen småbäcksländor. Inga underarter finns listade i Catalogue of Life.